# Shlomi Dahan
Shlomi Dahan (1979. szeptember 30. –) izraeli labdarúgó, a Maccabi HaSharon Netanya középpályása.